# 윈도우 연락처
윈도우 연락처(Windows Contacts)는 윈도우 비스타, 윈도우 7, 윈도우 8, 윈도우 10, 윈도우 11에 포함된 연락처 관리자이다. 윈도우 주소록을 대체하면서 해당 프로그램의 기능 대부분을 포함하며 윈도우 라이브 메일 및 비스타 버전의 메일과도 동작했다.
윈도우 연락처는 XML 기반 스키마 형식을 사용한다. 각 연락처는 사진을 포함한 사용자 정의 정보를 저장할 수 있는 개별 .contact 파일로 나타난다. 윈도우 연락처는 다른 애플리케이션과의 통합 및 사용자 정의 정보 저장을 위한 확장성 API를 제공한다. 레거시 *.wab 형식과 개방형 표준 *.vcf(vCard) 및 *.csv(CSV)도 지원된다.

## 같이 보기
- Outlook.com
- 마이크로소프트 아웃룩
- LDAP
- 파일 탐색기